# 瓦音寺
印卓威汉寺，俗称瓦音寺（英語：Wat Inn）、龙婆托寺，是一座位于曼谷拍那空县的一座三级普通泰国皇家寺庙。寺庙因一尊受阿赞多启发而建，高达32米（105英尺）的龙婆托佛像而闻名。

## 位置
这座寺庙位于曼谷拍那空县邦兰普的北端。大城王国末期，该寺庙也被称为瓦音寺（英語：Wat Inn），当时它的正式名称为邦坤蓬寺。

## 历史
瓦音寺是一座三级皇家寺庙，始建于大城王朝初期，最初因被菜园环绕而名为莱佛寺（意为“菜地寺”）。

## 图集

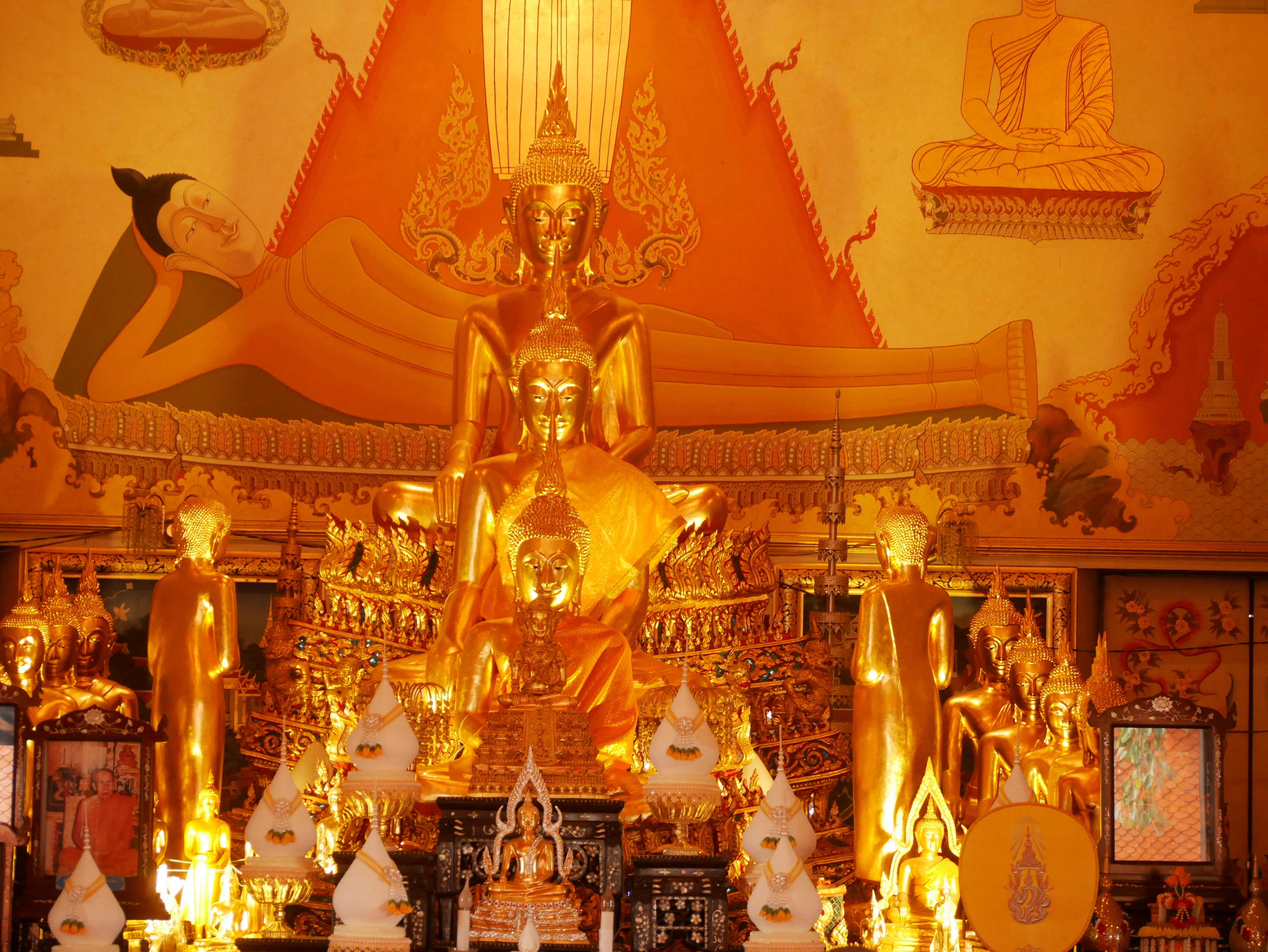
寺庙内的主要佛像背景是一幅壁画
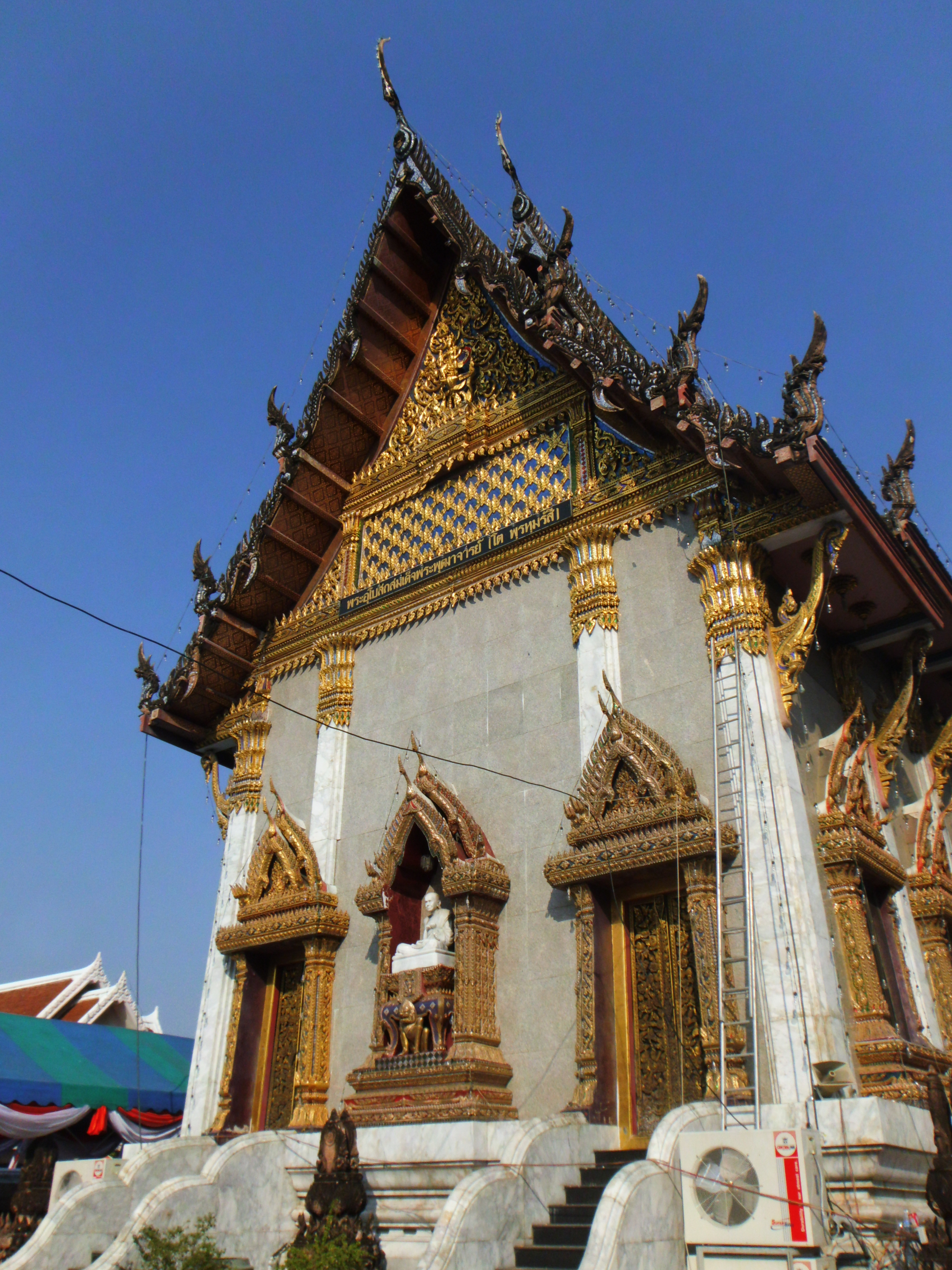
戒堂
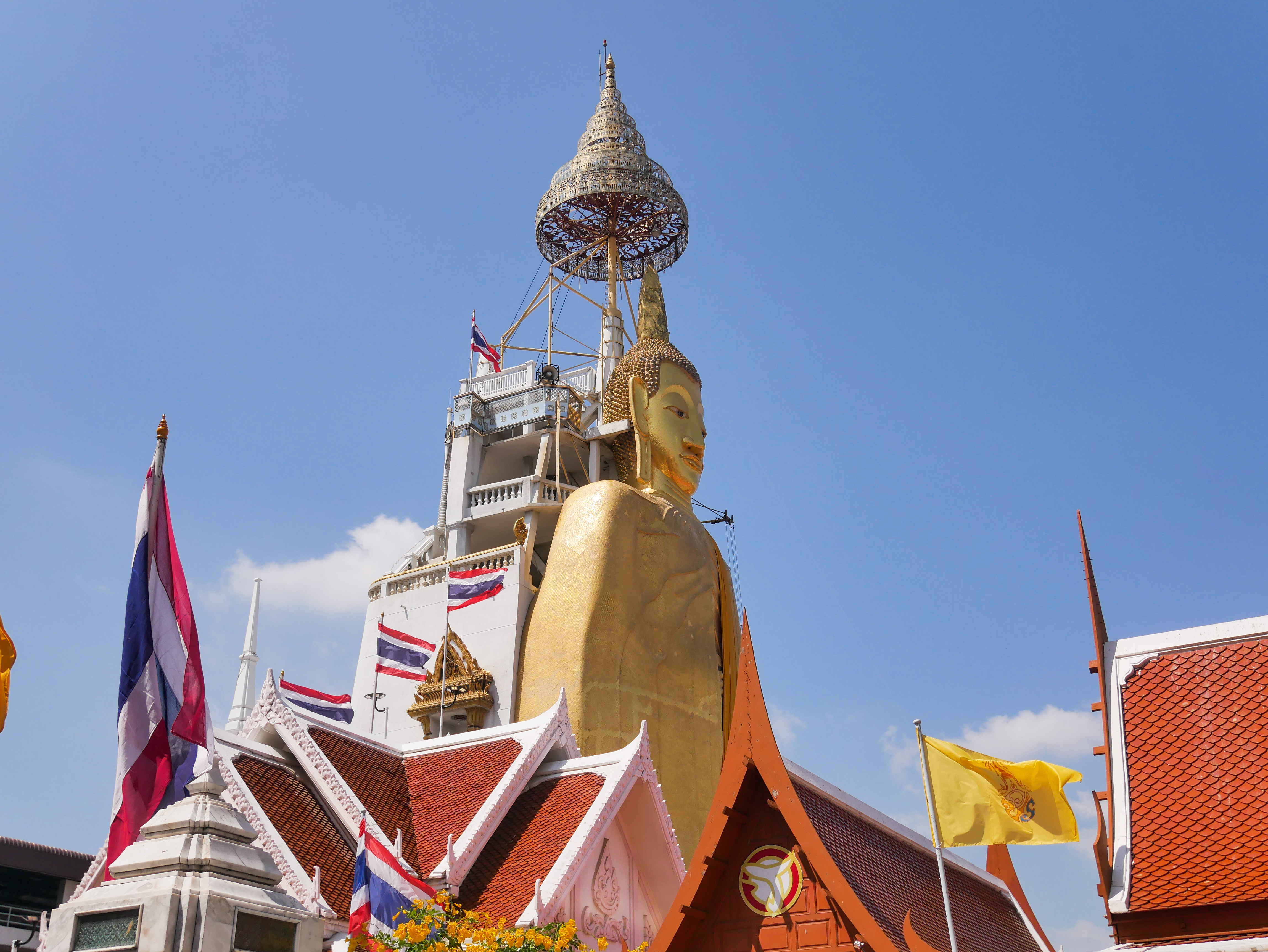
龙婆托（英语：Luang Pu Thuat）佛像
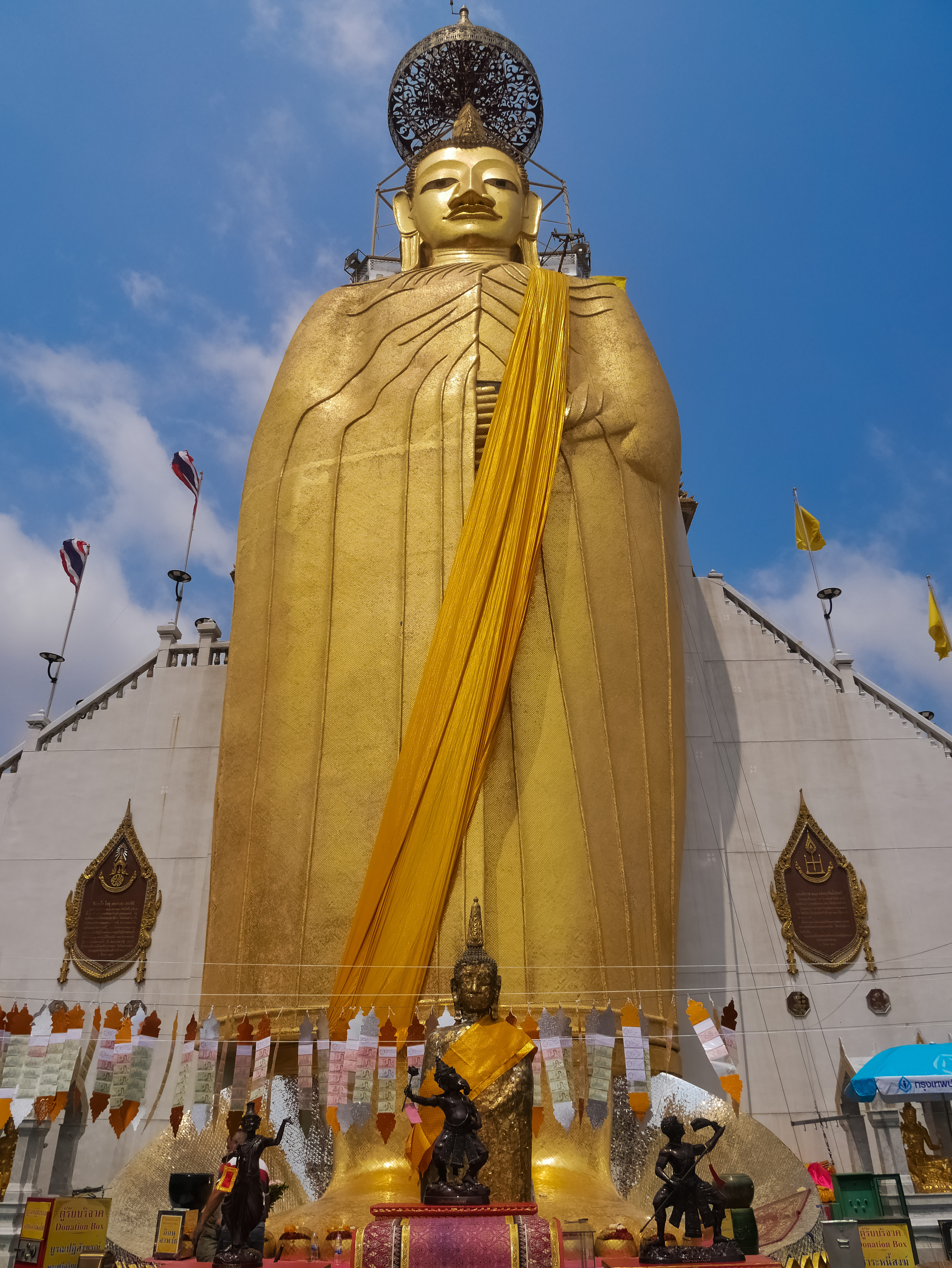
高达32米（105英尺）的龙婆托（英语：Luang Pu Thuat）金色佛像

### 书籍
- Barrett, Kenneth. . Tuttle Publishing. 2014-02-18. ISBN 978-1-4629-1380-0.
- Liedtke, Marcel. . Marcel Liedtke. 2012-09-04. ISBN 978-1-4792-1773-1.